# Stiftsgården
Stiftsgården è la residenza ufficiale della famiglia reale norvegese a Trondheim, maggiore città della contea del Trøndelag. Essa è situata in Munkegata, una delle vie più importanti della città. L'edificio è composto da 140 stanze, e con i suoi 4000 m² calpestabili è probabilmente il più grande edificio in legno del nord Europa. Durante la stagione estiva è possibile visitarne alcune porzioni, anche con visite guidate.

## Storia
Il palazzo fu commissionato da Cecilie Christine Schøller, una donna che ebbe un importante ruolo nello sviluppo economico-culturale che interessò la città di Trondheim alla fine del XVIII secolo e venne costruita tra il 1774 e il 1778.
In varie occasioni la residenza è stata utilizzata in occasione dell'incoronazione del sovrano che, tradizionalmente, avveniva nella Cattedrale di Trondheim.